# Emeryson
Emeryson Cars – brytyjski konstruktor samochodów wyścigowych, założony w latach 30. XX wieku. Emeryson brał udział w kilku wyścigach Formuły 1, nie odnosząc sukcesów.

## Historia
W latach 30. George Emery zaczął budować samochody wyścigowe pod nazwą Emeryson. Po II wojnie światowej jego syn Paul wznowił działalność. Kierowcą pierwszego samochodu Emeryson po wojnie był Eric Winterbottom, który wygrał wyścig na lotnisku Gransden Lodge w 1947 roku. Rodzina planowała debiut w Formule 1, ale ze względu na brak pieniędzy skoncentrowała się raczej na produkowaniu i sprzedawaniu klientom samochodów Formuły 3. W 1953 roku Emeryson, napędzany silnikiem Alta, zadebiutował w Formule 2, a kierowcą był Paul Emery. Wystawiono również samochody z silnikami Aston Martin, prowadzone przez Petera Joppa i Alana Browna. W następnym roku Emery wciąż się ścigał, ale rezultaty nie poprawiły się. W roku 1955 Emery był natomiast drugi w zawodach London Trophy.
W roku 1956 Emeryson zadebiutował w Formule 1 (Emery nie ukończył Grand Prix Wielkiej Brytanii, nadal brał także udział w niższych seriach, ale niewielki budżet i problematyczne silniki powodowały słabe rezultaty. W roku 1957 Emery wziął udział tylko w jednym wyścigu.
Na rok 1960 nowym pracownikiem Emeryson został były fabryczny kierowca Coopera, Alan Mann. Zbudowano wówczas nową serię samochodów, przejęta została też fabryka Connaught w miejscowości Send. Kierowcami byli Ron Flockhart, John Turner i George Wicken. W 1961 roku Bruce Halford ścigał się samochodem napędzanym silnikiem Coventry Climax. Kilka modeli zostało zakupionych także przez Ecurie Nationale Belge, jednak zespół korzystał później z Lotusów 18. Jednakże kierowca Emeryson, Mike Spence, odnosił sukcesy w Formule Junior, między innymi wygrywając wyścig na torze Silverstone. Spence ponadto był drugi w zawodach Lewis-Evans Trophy na torze Brands Hatch. Pod koniec roku firma została zakupiona przez Hugh Powella, ale Emery pozostał w zespole w charakterze projektanta, pracując nad modelem Mk3, którym ścigali się John Campbell-Jones i Tony Settember, a z klientów Graham Eden.
W roku 1962 Powell utworzył Scirocco-Powell, który w sezonie 1963 wystawiał wyposażone w silniki BRM samochody Emeryson pod nazwą Scirocco SP. Pod koniec 1962 roku Emery opuścił zespół i zajął się tuningowaniem silników. Jego syn Peter konstruował później samochody Formuły Junior Elfin.

## Wyniki w Formule 1
| Legenda oznaczeń w tabelach wyników Wyświetl szablon na nowej stronie | Legenda oznaczeń w tabelach wyników Wyświetl szablon na nowej stronie                                                                     |
| Oznaczenie                                                            | Wyjaśnienie |
| --------------------------------------------------------------------- | --- |
| Złoty                                                                 | Zwycięzca lub mistrzostwo |
| Srebrny                                                               | 2. miejsce lub wicemistrzostwo |
| Brązowy                                                               | 3. miejsce lub II wicemistrzostwo |
| Zielony                                                               | Ukończył, punktował (w klasyfikacji generalnej, gdy zdobył co najmniej jeden punkt na przestrzeni sezonu, poza trzema powyższymi opcjami) |
| Niebieski                                                             | Ukończył, nie punktował (w klasyfikacji generalnej, gdy nie zdobył co najmniej jednego punktu na przestrzeni sezonu)                      |
| Czerwony                                                              | Nie zakwalifikował się (NZ) |
| Czerwony                                                              | Nie prekwalifikował się (NPK) |
| Różowy                                                                | Nie ukończył (NU) |
| Różowy                                                                | Niesklasyfikowany (NS) (w klasyfikacji generalnej, gdy nie został sklasyfikowany w żadnym wyścigu sezonu)                                 |
| Czarny                                                                | Zdyskwalifikowany (DK) |
| Czarny                                                                | Wykluczony (WYK/EX) |
| Biały                                                                 | Nie wystartował (NW) |
| Biały                                                                 | Kontuzjowany (K/INJ) |
| Biały                                                                 | Wyścig odwołany (OD/C) |
| Bez koloru                                                            | Został wycofany (WYC/WD) |
| Bez koloru                                                            | Nie przybył (NP/DNA) |
| Bez koloru                                                            | Nie brał udziału w treningach (NT/DNP) |
| Bez koloru                                                            | Nie został zgłoszony (–) |
| Pogrubienie                                                           | Start z pole position |
| Kursywa                                                               | Najszybsze okrążenie wyścigu |
| †                                                                     | Nie ukończył, ale jego rezultat został zaliczony ze względu na przejechanie więcej niż 90% dystansu wyścigu.                              |
| *                                                                     | Sezon w trakcie |
| 1/2/3                                                                 | Punktowana pozycja w sprincie kwalifikacyjnym                                                                                             |
| Lista systemów punktacji Formuły 1                                    | |

| Sezon | Zespół                 | Samochód      | Silnik      | Opony | Kierowcy            | Wyniki w poszczególnych eliminacjach | Wyniki w poszczególnych eliminacjach | Wyniki w poszczególnych eliminacjach | Wyniki w poszczególnych eliminacjach | Wyniki w poszczególnych eliminacjach | Wyniki w poszczególnych eliminacjach | Wyniki w poszczególnych eliminacjach | Wyniki w poszczególnych eliminacjach | Wyniki w poszczególnych eliminacjach | Pkt. | Msc. |
| ----- | ---------------------- | ------------- | ----------- | ----- | ------------------- | ------------------------------------ | ------------------------------------ | ------------------------------------ | ------------------------------------ | ------------------------------------ | ------------------------------------ | ------------------------------------ | ------------------------------------ | ------------------------------------ | ---- | ---- |
| 1956  | Emeryson Cars          | Emeryson 56   | Alta R4     | D     |                     | ARG                                  | MCO                                  | 500                                  | BEL                                  | FRA                                  | GBR                                  | DEU                                  | ITA                                  |                                      | 0    | –*   |
| 1956  | Emeryson Cars          | Emeryson 56   | Alta R4     | D     | Paul Emery          |                                      |                                      |                                      |                                      |                                      | NU                                   |                                      |                                      |                                      | 0    | –*   |
| 1961  | Ecurie Nationale Belge | Emeryson 1003 | Maserati R4 | D     |                     | MCO                                  | NLD                                  | BEL                                  | FRA                                  | GBR                                  | DEU                                  | ITA                                  | USA                                  |                                      | 0    | NS   |
| 1961  | Ecurie Nationale Belge | Emeryson 1003 | Maserati R4 | D     | Lucien Bianchi      | NZ                                   |                                      |                                      |                                      |                                      |                                      |                                      |                                      |                                      | 0    | NS   |
| 1961  | Ecurie Nationale Belge | Emeryson 1003 | Maserati R4 | D     | Olivier Gendebien   | NZ                                   |                                      |                                      |                                      |                                      |                                      |                                      |                                      |                                      | 0    | NS   |
| 1961  | Ecurie Nationale Belge | Emeryson P    | Climax R4   | D     | André Pilette       |                                      |                                      |                                      |                                      |                                      |                                      | NZ                                   |                                      |                                      | 0    | NS   |
| 1962  | Écurie Maarsbergen     | Emeryson 1003 | Climax R4   | D     |                     | NLD                                  | MCO                                  | BEL                                  | FRA                                  | GBR                                  | DEU                                  | ITA                                  | USA                                  | ZAF                                  | 0    | 9    |
| 1962  | Écurie Maarsbergen     | Emeryson 1003 | Climax R4   | D     | Wolfgang Seidel     | NS                                   |                                      |                                      |                                      |                                      |                                      |                                      |                                      |                                      | 0    | 9    |
| 1962  | Emeryson Cars          | Emeryson 1003 | Climax R4   | D     | Tony Settember      |                                      |                                      |                                      |                                      | 11                                   |                                      | NU                                   |                                      |                                      | 0    | 9    |
| 1962  | Emeryson Cars          | Lotus 18      | Climax R4   | D     | John Campbell-Jones |                                      |                                      | 11                                   |                                      |                                      |                                      |                                      |                                      |                                      | 36   | 2    |

* Przed 1958 rokiem nie przyznawano punktów w klasyfikacji konstruktorów.